# روز درخت‌کاری (فیلم)
روز درختکاری (انگلیسی: Arbor Day) فیلمی است که در سال ۱۹۳۶ منتشر شد. از بازیگران آن می‌توان به اسپنکی مک‌فارلند، کارل اسویتسر، دارلا هود، بیلی توماس، روزینا لارنس، و هتی مک‌دنیل اشاره کرد.